# Kolimacija teleskopa
Kolimacija je proces kojim primarno i sekundarno zrcalo podešavamo tako da pravilno odbijaju svjetlost (sliku).
Kod reflektorskih teleskopa kolimacija je neizbježan postupak jer vremenom (zbog transporta, itd.) usklađenost zrcala "popusti" pa ne dobivamo kvalitetnu sliku.
Da bi smo razmumjeli zašto je kolimacija potrebna trebamo razumjeti princip reflektorskog teleskopa. Reflektor se sastoji od primarnog zrcala smještenog na dnu cijevi i manjeg, sekundarnog zrcala na početku cijevi. Svjetlost ulazi kroz cijev i odbija se od primarnog zrcala na sekundarno, a sekundarno je pod kutom od 90° reflektira u fokuser, odnosno okular.
Zrcala trebaju biti točno usklađena jedna prema drugom, kako bi se od primara svjetlost odbijala točno na sekundarno a sa sekundarnog točno u okular, u suprotnom je nemoguće dobiti oštru sliku u okularu.

## Alat za kolimaciju
Da bi smo kolimirali teleskop potreban nam je alat kolimator, koji može biti laserski ili optički. Kolimator se stavlja u fokuser (na mjesto okulara). Laserski kolimator koristi lasersku zraku kako bi nam pokazao u kakvom su odnosu primarno (primar) i sekundarno zrcalo (sekundar), odnosno da li se svjetlost odbija od njih onako kako bi trebala.
Optički kolimator je vrlo jednostavan instrument, s malom rupicom na vrhu kroz koju gledamo, odnosno provjeravamo podešenost i križem na dnu za preciznije centriranje sekundara.

## Postupak

### Optički kolimator
- Prvo je potrebno podesiti nagib sekundara tako da primarno zrcalo sa svojim nosačima vidimo koncentrično sa sekundarnim zrcalom. Na nosaču sekundara s tri vijka možemo mijenjati njegov nagib.
- Zatim namještamo nagib primara tako da sekundarno (manji krug kojeg vidimo u primarnom zrcalu) vidimo točno u sredini primarnog. Na nosaču primara imamo kolimacijske vijke i vijke koji osiguravaju kolimaciju. Nagib se podešava kolimacijskim vijcima a kada postignemo zadovoljavajuću kolimaciju zategnemo nosač vijcima za osiguravanje.

- Iznimno, kod vađenja sekundarnog zrcala potrebno je podesiti i položaj sekundara ispod fokusera. Gledajući kroz fokuser sekundar treba izgledati kao kružnica, iako je eliptičnog oblika.Za podešavanje položaja nam služi vijak na nosaču sekundara a koji se nalazi između vijaka za podešavanje nagiba.

### Laserski kolimator
- Kao i kod optičkog, prvo podešavamo sekundar. Potrebno je nagib sekundara podesiti tako da laserska zraka pada točno na središte primara.Središte je potrebno biti obliježeno.
- Lasersku zraku koja se odbila od primara vidimo na zakošenom dijelu kolimatora. Nagib primarnog zrcala namještamo dok povratna laserska zraka ne dođe u sredinu zakošenog dijela kolimatora.

Pa iako brža i jednostavnija, kolimacija laserskim kolimatorom ima svoje mane. Laserska jedinica može izgubiti svoju kolimaciju pa laserska zraka ne ide ravno i kao rezultat imamo kontraefekt kod kolimacije teleskopa.Osim toga, laserom ne možemo utvrditi da li je sekundar zakrenut u odnosu na fokuser.

## Kolimacija kod ostalih tipova teleskopa
Kolimaciju je potrebno vršiti i na teleskopima Cassegrainovog tipa jer također koriste zrcala.Na Schdmidt-Cassegrain teleskopu (SCT) je kolimaciju potrebno vršiti periodično kao i kod reflektorskog teleskopa dok je Makutsov-Cassegrain tvornički kolimiran te se ne može kolimirati od strane korisnika i ako se ne dogodi ozbiljnije pomicanje zrcala (npr, prilikom pada) nije ga uopće potrebno kolimirati.